# Endofullerène

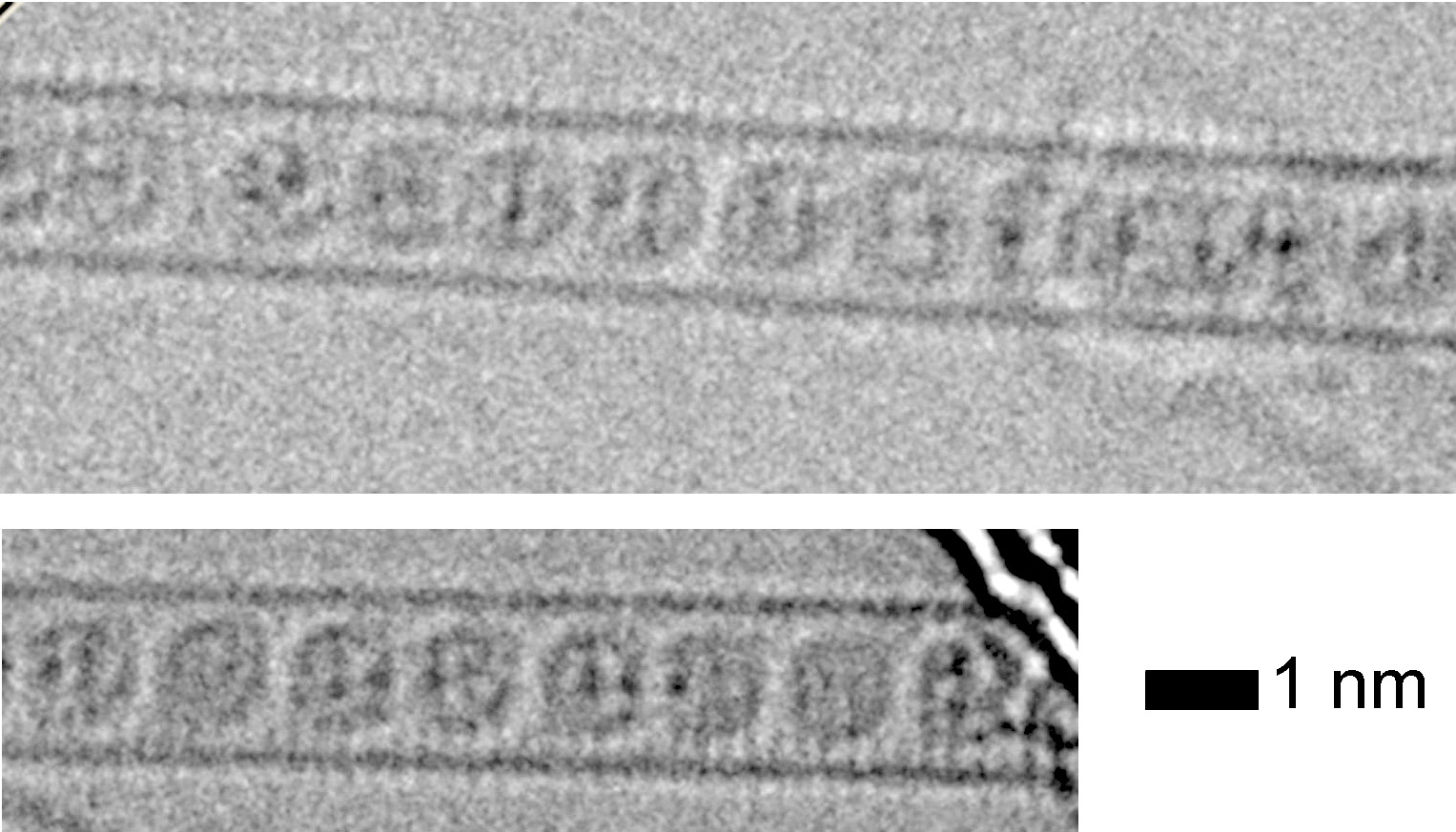
Endofullerènes métalliques (M étant Ho et Sc) dans un nanotube de carbone.

Un endofullerène est un fullerène possédant des atomes, des ions ou des agrégats atomiques supplémentaires enfermés à l'intérieur de sa structure, au contraire des exofullerènes. Les premiers endofullerènes ont été synthétisés en 1985.

## Synthèse
Les endofullerènes métalliques peuvent être synthétisés par ablation laser d'une cible de graphite et d'oxyde métallique. Cependant, cette voie reste chère et peu productive. Ainsi, la synthèse reposant sur un arc électrique continu entre deux électrodes dont une composite de graphite mélangé avec du métal ou de l'oxyde métallique au sein d'un gaz inerte est plus adaptée à grande échelle.

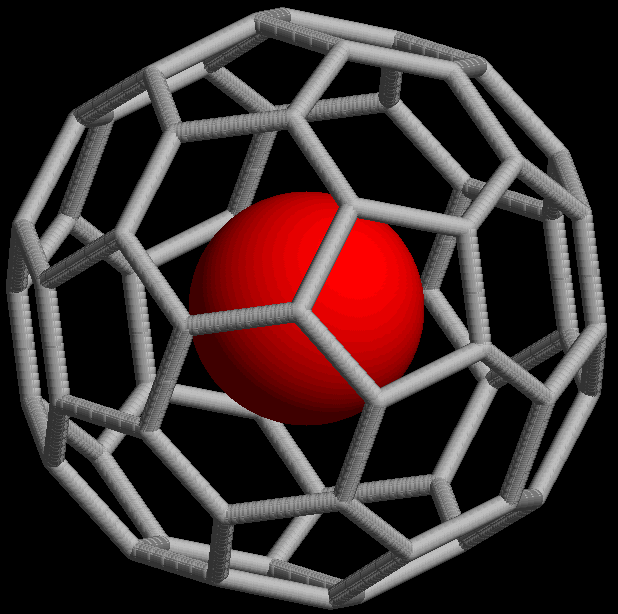
Vue d'artiste d'un buckminsterfullerène enfermant un atome de gaz noble.

Des endofullerènes non métalliques ou métalliques peuvent être produits par bombardement ionique de fullerènes vides. 
Les endofullerènes de gaz noble peuvent être produits par réaction à haute pression entre des fullerènes (vides) et un gaz noble.